# Fontaine Saint-Quentin
La fontaine Saint-Quentin est une fontaine publique située à Besançon dans le département du Doubs.

## Localisation
La fontaine est située sur la place Victor-Hugo, près de la Porte Noire à Besançon.

## Histoire
Un point d' d'eau aurait existé à proximité vers 70, alimentée par un réseau entre le bassin du square Castan, un réservoir annexe à proximité de la cathédrale Saint-Jean, et la Tour Saint-Quentin. La coupure de l'aqueduc romain quelques siècles plus tard mit fin à ce premier réseau.
Faisant partie des quatre premières fontaines du XVIe siècle, celle de St Quentin fut établie  au 128/130 de la Grande rue (hôtel du comte de la tour St Quentin) en 1579. Elle est alors ornée  par Claude Lullier d'une nymphe en marbre rouge de Sampans dont l'eau jaillissait des seins. Du fait de la couleur de la statue, les bisontins parlaient de la fontaine de la Rousse / de la Femme rousse. Il est rapporté que la nymphe subissait les outrages des libertins.
Lors du déplacement de la fontaine en 1698 (ou 1756),la nymphe fut remisée et l'on perdit sa trace. L'actuelle fontaine fut érigée sur les plans de Philippe Boisson, et décorée  en 1997 d'une œuvre contemporaine de Jens Boettcher intitulée la Source.Il s'agit d'un buste de femme enceinte dépourvue de visage et de bras.
La fontaine fait l’objet d’une inscription au titre des monuments historiques depuis le 21 octobre 1937.

## Architecture
La sculpture représente un buste de femme enceinte dépourvue de visage et de bras.